# Cena powrotu
Cena powrotu (ang. The Keeper) – amerykański film fabularny z 2009 roku w reżyserii Keoniego Waxmana, wyprodukowany przez wytwórnię 20th Century Fox. Główną rolę w filmie zagrał Steven Seagal.
Premiera filmu odbyła się 3 października 2009 w Japonii. Dwa tygodnie później, 19 października, obraz trafił do kin na terenie Stanów Zjednoczonych.

## Fabuła
Doświadczony policjant z Los Angeles, Rolland Sallinger (Steven Seagal) postanawia przejść na wcześniejszą emeryturę. Mężczyzna zatrudnia się jako ochroniarz córki przyjaciela, Nikity. Niebawem dziewczyna zostaje porwana przez gangsterów. Były funkcjonariusz rusza na ratunek swojej podopiecznej.

## Obsada
- Steven Seagal jako Rolland Sallinger
- Jessica Williams jako pielęgniarka Williams
- Luce Rains jako Jason Cross
- Kisha Sierra jako Allegra
- Liezl Carstens jako Nikita Wells
- Arron Shiver jako Mason Silver
- Brian Keith Gamble jako Trevor Johnson
- Angela Serrano jako azjatycka masażystka
- Michael-David Aragon jako Scar
- Johnnie Hector jako Manuelo

## Produkcja
Zdjęcia do filmu zrealizowano w Santa Fe w Nowym Meksyku. Okres zdjęciowy do filmu trwał od 29 września do 24 października 2008 roku.